# Maurice Beaudoin
Maurice Beaudoin, né le 20 novembre 1928 à Clichy, est un écrivain et journaliste français. Il est principalement connu pour sa carrière dans le journalisme, notamment en tant que cofondateur du Figaro Magazine, de Madame Figaro et de TV Magazine, aux côtés de Robert Hersant. Il a joué un rôle majeur en tant que directeur exécutif de ces publications.
Mais c'est surtout dans le domaine de la gastronomie que Maurice Beaudoin a marqué son empreinte. Critique gastronomique de renom, il a acquis une réputation de fin connaisseur et d'expert de la haute cuisine. Son parcours l’a amené à côtoyer les plus grandes figures de la gastronomie française, telles qu'Alain Ducasse, Joël Robuchon, Bernard Loiseau et Paul Bocuse, des personnalités politiques comme Jacques Chirac et Alain Juppé, mais également des célébrités comme Michou, Johnny Hallyday, Claude François, Marguerite Duras, Orson Welles ou encore Sheila et Line Renaud avec qui il a noué des relations d'amitiés.
Maurice Beaudoin n’a pas seulement été un observateur des évolutions culinaires, mais aussi un acteur du paysage gastronomique, offrant à ses lecteurs un regard acéré et passionné sur l'art de la cuisine. Son influence en tant que critique gastronomique a contribué à façonner les grandes tendances de la cuisine contemporaine en France.

## Biographie

### Jeunesse et débuts gaullistes
Maurice René Beaudoin, né le 20 novembre 1928 à Clichy, est le fils de Louis Beaudoin, ajusteur mécanicien, et d'une mère couturière. Issu d'un milieu modeste, il grandit dans un HLM de Courbevoie. Son enfance est marquée par la Seconde Guerre mondiale, période au cours de laquelle il vit des événements dramatiques. Au début de la guerre, il est envoyé dans le Loiret, à Givraines, chez un cousin, avec sa mère, sa grand-mère, sa sœur et son frère, afin d'échapper aux dangers liés aux bombardements. L'exode vers le sud en 1940, fuyant l'occupation allemande, fait partie de ses souvenirs les plus marquants. Après l'occupation de Paris, son père décide de l'envoyer loin de la capitale, dans le Loiret, pour le protéger.
Son frère aîné Jacques, qui avait décidé de rejoindre le général de Gaulle à Londres en passant par l'Espagne, est arrêté par les franquistes et, après avoir été emprisonné, fusillé en Allemagne près de Berlin. Cette perte a profondément marqué Maurice Beaudoin et renforcé son engagement en faveur de la cause gaulliste.
Gaulliste de la première heure, il adhère au Rassemblement du peuple français (RPF) à l'âge de 17 ans. En reconnaissance de son engagement, il est présenté au général de Gaulle à Toulon, qui le remercie brièvement pour son dévouement en ces termes : « Merci, Compagnon Beaudoin ». Ce moment restera gravé dans sa mémoire comme une marque d'honneur et de reconnaissance.
En 1952, il se marie à Viroflay avec Suzanne Haïtay (née Haïtayan), une jeune modéliste d'origine arménienne appartenant à une famille rescapée du génocide arménien. Suzanne Haïtay a tenu par la suite pendant 20 ans la rubrique "Antiquités" du Figaro Magazine, jusqu'à son décès en 2004.

### Début de carrière de le journalisme
Après avoir commencé sa carrière comme pigiste dans le quotidien communiste Ce soir, alors dirigé par Louis Aragon, Maurice Beaudoin se fait remarquer pour son engagement journalistique. En 1954, il est recruté par Robert Hersant pour devenir correspondant régional pour les cantons de Breteuil et de Froissy, dans l'Oise, pour La Semaine de l'Oise, un journal qui devient plus tard L'Oise Matin. C’est dans ce cadre qu’il réalise une rencontre décisive avec Habib Bourguiba, alors en résidence surveillée en France. Cette interview est récompensée trois décennies plus tard, lorsque Bourguiba, devenu président de la République tunisienne, décore Maurice Beaudoin du titre de Commandeur de la République tunisienne en reconnaissance de ses services.
L'ascension professionnelle de Maurice Beaudoin continue en 1956 lorsqu'il obtient un poste à Paris au sein du journal Radar, en tant que légendier. Il y travaille pendant deux ans avant de rejoindre L'Équipe en tant que secrétaire de rédaction, aux côtés du célèbre journaliste et écrivain Antoine Blondin. Après trois ans à ce poste, il poursuit sa carrière en 1958 en intégrant France-Soir, où il collabore avec des figures majeures du journalisme, telles que Joseph Kessel et Lucien Bodard.
En 1956, il interview Louis-Ferdinand Céline à Meudon pour Télé Magazine, dont il est rédacteur en chef. Il a d'ailleurs comme pigiste à Télé Magazine Jacques Chancel.
Ce parcours dans les grands titres de la presse parisienne fait de Maurice Beaudoin un journaliste respecté, forgeant sa réputation tant par ses qualités d’écrivain que par son expertise en matière d’investigation et de rédaction. Son rôle aux côtés de personnalités emblématiques du journalisme français de l’époque, telles que Kessel et Blondin, témoigne de son intégration dans le milieu journalistique de premier plan.

### Co-fondateur duFigaro Magazine
En 1976, Maurice Beaudoin rejoint Le Figaro, alors dirigé par Jean d'Ormesson. C'est au sein de ce prestigieux quotidien qu'il participera à la création de Le Figaro Magazine en 1978 aux côtés de Robert Hersant et Louis Pauwels. Ce projet novateur, qualifié de « Non-journal pour les non-lecteurs », entendait redéfinir le journalisme en combinant une approche plus libre et créative de l'actualité, destinée à capter un public plus large. Maurice Beaudoin en devient le directeur exécutif et occupe un rôle similaire dans la création de Madame Figaro et TV Magazine l'année suivante.
Homme de confiance de Robert Hersant, Beaudoin est au cœur du développement de ces titres emblématiques du groupe Hersant. Lors du décès du chroniqueur Pierre Mazars, chef de la rubrique "Art du Figaro" et ancien directeur du Figaro Littéraire, Maurice Beaudoin prend la relève de la chronique "Restaurant" en intérim, consolidant ainsi sa position de critique gastronomique de premier plan.
En 1986, Beaudoin participe à l'élaboration d'un numéro spécial du Figaro Magazine, intitulé "Cinq filles sur un bateau", une série de reportages qui marquera les esprits. Il est également à l'origine de la participation de Florence Arthaud à ce projet, une initiative qui illustre son influence et son engagement dans des projets journalistiques audacieux.
De 1998 à 2000, Maurice Beaudoin collabore étroitement avec Franz-Olivier Giesbert, une relation qui se transforme en une véritable amitié. Giesbert devient non seulement son collègue de travail, mais aussi un témoin important dans sa vie personnelle : en 2007, lorsqu’il se remarie à la mairie du 16e arrondissement de Paris, Franz-Olivier Giesbert est son témoin. Cette amitié se concrétise également dans le livre La France à ma table, publié en 2023, où Franz-Olivier Giesbert écrit la préface en qualifiant Maurice Beaudoin de « pro, un vrai, un grand », soulignant ainsi l’admiration et le respect qu’il inspire tant dans le milieu journalistique que dans le monde de la gastronomie.
Maurice Beaudoin devient le rédacteur en chef du Magazine Trois étoiles.

## Ouvrages
- La Grande bible des hôtels et restaurants : France 1986, Édition Agence d'Arc, 1986  (ISBN 2890220974)
- Le livre d'or de la gastronomie française : 60 chefs stars qui font aimer la France - Lieux d'exception et recettes uniques, Éditions du Pont Neuf Paris, 2007  (ISBN 978-2953000009)
- La France à ma table : 40 ans de déjeuners secrets, Édition Plon, 2023  (ISBN 978-2259315050)